# Halipeurus leucophryna
Halipeurus leucophryna är en insektsart som beskrevs av Günter Timmermann 1960. Halipeurus leucophryna ingår i släktet Halipeurus och familjen fjäderlöss. Inga underarter finns listade i Catalogue of Life.